# Нежинцев, Стефан Владимирович
Стефан Владимирович Нежинцев (1869, Солоновка, Городнянский уезд, Черниговская губерния — 19 сентября 1929, Чжаланьтунь, Хэйлунцзян) — священнослужитель Православной российской церкви, протоиерей, настоятель Петропавловского храма во Владивостоке (1908—1922).

## Биография
Родился в 1869 году в селе Солоновка, Городнянского уезда Черниговской губернии в семье священника. Окончил Глуховский учительский институт, Санкт-Петербургские медицинские курсы и два курса Московской духовной академии.
Преподаватель в высших народных училищах, протодиакон в кафедральном соборе города Верный Туркестанской епархии, затем в кафедральном Успенском соборе Владивостока (1902).
Член-делопроизводитель Владивостокского отделения епархиального училищного совета, заведующий книжным складом (1904), член епархиального ревизионного комитета (1906), председатель Строительного комитета по сооружению храма и училища на Первой Речке во Владивостоке, законоучитель в первой одноклассной женской школе (1907).
Иерей, настоятель Петропавловского храма во Владивостоке (1908—1922), инициатор открытия, заведующий и законоучитель двухклассного училища имени всех запасных нижних чинов, одновременно законоучитель и преподаватель пения в женском двухклассном училище имени Н. П. Черепанова, организатор и председатель Первореченского участкового попечительства по призрению бедных, библиотеки-читальни при нём и Первореченского народного хора (1909).
Делегат епархиальных съездов духовенства, член ревизионной комиссии Владивостокского комитета Православного миссионерского общества (1910-е), председатель Первореченского отдела «Союза русского народа» (1911), награждён камилавкой, член епископского совета (1917).
В 1917—1918 годах член Поместного собора Православной российской церкви по избранию как клирик от Владивостокской епархии, участвовал в 1-2-й сессиях, член II, III, VII, XIV отделов.
В июле 1919 году приехал из Москвы в Омск.
В 1920-х годах настоятель Свято-Георгиевского храма на станции Хайлинь Китайской восточной железной дороги.
С 1927 года протоиерей, настоятель Свято-Николаевского храма на станции Чжаланьтунь Харбинской епархии.
Ревнитель строгого исполнения Устава богослужений. Женат, сын — Георгий.
Скончался 19 сентября 1929 года в Чжаланьтунь.

## Сочинения
- Речь // Владивостокские епархиальные ведомости. 1914. 15 мая. С. 395.
- В 10-й епархиальный съезд духовенства // Владивостокские епархиальные ведомости. 1916. № 2.
- Нашим избирателям // Владивостокские епархиальные ведомости. 1917. № 19/20.
- Вести из Москвы // Томские епархиальные ведомости. 1919. № 13/14.